# Borstelzanger
De borstelzanger (Schoenicola striatus synoniem: Chaetornis striata) is een zangvogel uit de familie Locustellidae.

## Verspreiding en leefgebied
Deze soort komt voor van noordoostelijk Pakistan tot Bangladesh.

## Status
De grootte van de populatie is in 2001 geschat op 2500-10.000 volwassen vogels. Aangenomen wordt dat de aantallen snel achteruitgaan door habitatverlies. Op de Rode lijst van de IUCN heeft deze soort daarom de status kwetsbaar.